# Naturschutzgebiet Mönchgut
Das Naturschutzgebiet Mönchgut ist ein Naturschutzgebiet auf der gleichnamigen Halbinsel im Landkreis Vorpommern-Rügen auf der Insel Rügen in Mecklenburg-Vorpommern.

## Beschreibung
Die etwa 2340 Hektar umfassende Gesamtfläche gliedert sich in acht nicht zusammenhängende Teilgebiete. Die Unterschutzstellung erfolgte am 2. April 1981 mit einer umfangreichen Erweiterung 1990 zur Gründung des Biosphärenreservats Südost-Rügen. Schutzziel ist es einerseits, den historisch gewachsenen Landschaftscharakter zu erhalten bzw. wieder zu entwickeln, und andererseits, die umgebenden Flachwasserbereiche von Greifswalder Bodden und Ostsee vor Beeinträchtigungen zu bewahren.
Umliegende Orte sind Lancken-Granitz, Sellin, Baabe, Göhren, Middelhagen, Lobbe, Groß Zicker, Gager, Thiessow und Klein Zicker.
Der Gebietszustand wird insgesamt als gut eingestuft. Die extensive Bewirtschaftung der Flächen wird fortgeführt. Zu Beeinträchtigungen kommt es durch Eindeichungen und anhaltende Entwässerungen der Feuchtgebiete. Mehrere Wanderwege ermöglichen ein Begehen der Flächen. Eine Umfrage 2002 ergab unter den zehntausenden Besuchern eine hohe touristische Wertschätzung der naturschutzgerecht genutzten Ackerstandorte, welche sich auch in einer ökonomischen Zahlungsbereitschaft niederschlägt.
Ein Teil der Flächen liegt im Eigentum der Stiftung Umwelt und Naturschutz M-V.
Nach EU-Recht ist das Naturschutzgebiet Bestandteil des FFH-Gebiets Küstenlandschaft Südostrügen sowie des Vogelschutzgebiets Greifswalder Bodden und südlicher Strelasund.
Im Bereich der ausgewiesenen Flächen befinden sich auch einige Geotope. Meist handelt es sich hierbei um Findlinge und Steilküsten.

## Teilgebiete (von Süd nach Nord)
| Teilfläche                              | Nummer | Größe   | Bild | Bild           | Beschreibung | Koordinaten                      |
| --------------------------------------- | ------ | ------- | ---- | -------------- | --- | -------------------------------- |
| Südperd                                 | N 189a | 27 ha   |      | weitere Bilder | mit Ackerflächen, bewaldetem Kliff und Lotsenturm Thiessow | 54° 16′ 26,6″ N, 13° 43′ 21,7″ O |
| Zicker                                  | N 189b | 933 ha  |      | weitere Bilder | bereits am 2. April 1981 ausgewiesen, mit Trockenrasen, Kliffs, vermoorten Strandwällen, Magerrasen u. a. auf den Halbinseln Groß Zicker und Klein Zicker sowie der dazwischen liegenden Bucht Zicker See | 54° 17′ 35,2″ N, 13° 41′ 2,4″ O  |
| Lobber Ort                              | N 189c | 9 ha    |      | weitere Bilder | am Rand des Ortes Lobbe mit bewaldetem Kliff, Strand und Flachwasserbereichen der Ostsee | 54° 19′ 5,5″ N, 13° 43′ 45,8″ O  |
| Salzwiesen bei Middelhagen              | N 189d | 71 ha   |      | weitere Bilder | südlich von Middelhagen mit Grünland, Salzwiesen und Flachwasserbereichen des Greifswalder Boddens | 54° 19′ 24,2″ N, 13° 42′ 19,1″ O |
| Schafberg bei Mariendorf                | N 189e | 19 ha   |      | weitere Bilder | zwischen Mariendorf und Middelhagen mit Magerrasen und Flachwasserbereichen des Boddens | 54° 19′ 37,9″ N, 13° 41′ 14,3″ O |
| Nordperd                                | N 189f | 69 ha   |      | weitere Bilder | unmittelbar westlich von Göhren mit Trockenrasen, bewaldetem Kliff, Strand und Flachwasserbereichen der Ostsee                                                                                            | 54° 20′ 27,2″ N, 13° 45′ 28,8″ O |
| Göhrener Litorinakliff und Baaber Heide | N 189g | 159 ha  |      | weitere Bilder | südlich von Baabe und westlich der B 196 mit Sümpfen, Heide, Bruchwald und Buchenwald | 54° 20′ 38,8″ N, 13° 42′ 16,6″ O |
| Having und Reddevitzer Höft             | N 189h | 1033 ha |      | weitere Bilder | mit der Boddenbucht Having, deren Flachwasserbereichen, angrenzender Küste, Magerrasen und bewaldeten Kliffs                                                                                              | 54° 20′ 26,9″ N, 13° 38′ 39,1″ O |

## Geschichte

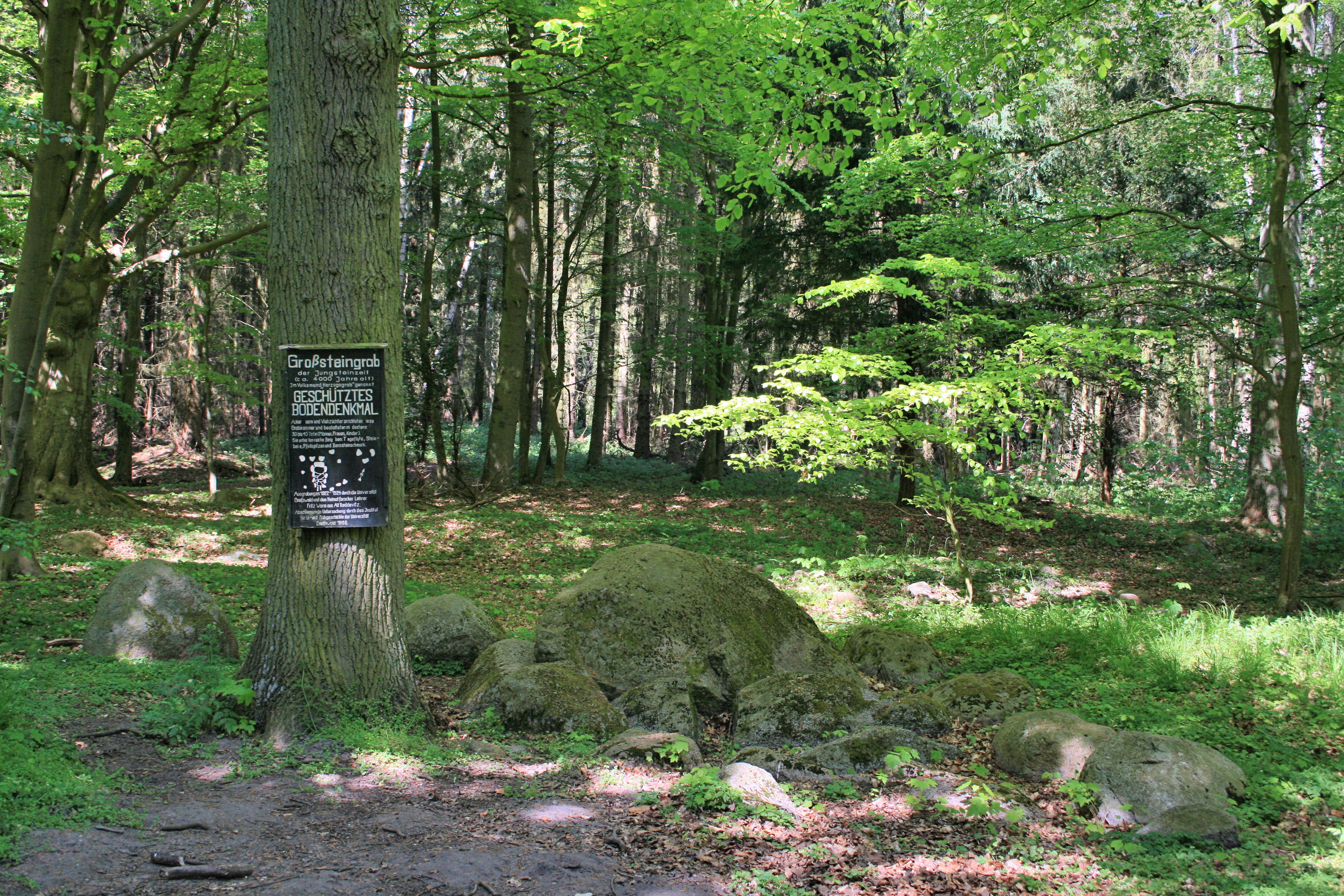
Waldbereich am sogenannten Herzogsgrab

Die Teile des Naturschutzgebietes wurden entscheidend durch die letzte Eiszeit und den Meeresspiegelanstieg seit der Littorina-Transgression geprägt. Die Buchten Having, Hagensche Wiek und Zicker-See gehen auf Gletscherausschürfungen zurück, die Halbinseln Reddevitz, Groß Zicker und Klein Zicker entstanden als Endmoräne und wurden durch Schmelzwassersande überlagert. Umfangreiche Mergelkliffs wurden vom Eis aufgeschoben und sind mit zahlreichen Großgeschieben durchsetzt. Ein Zeuge dieser Zeit ist der Buskam unweit nördlich des Nordperds.
Menschliche Besiedlung der Flächen ist durch zahlreiche Großsteingräber, wie etwa das Baaber Herzogsgrab, seit der Jungsteinzeit belegt. Im 13. Jahrhundert wurde das Kloster Eldena Eigentümer der Halbinsel, die so ihren Namen erhielt. Nach der Reformation ging das Mönchgut in den Besitz des Landesherrn über. Die Schwedischen Matrikelkarten aus dem Jahr 1696 zeigen die nährstoffreichen Moränenflächen in Ackernutzung. Niederungen und Kliffs wurden als Weide genutzt. Wald wuchs nur an den steilen Kliffkanten von Nord- und Südperd, am Göhrener Littorina-Kliff und auf Groß Zicker.
Ab dem 19. Jahrhundert wurden die nährstoffarmen Standorte, wie Baaber Heide und Nordperd mit Kiefern aufgeforstet. Bereits das Messtischblatt aus dem Jahr 1886 zeigt die heutige Waldverteilung. Weitere Aufforstungen mit Lärche, Kiefer und Pappel erfolgten zu DDR-Zeiten in den Höhenlagen von Groß Zicker. Ertragsarme Äcker fielen in den Folgejahren oft, nach jahrhundertelanger Kleinfelderwirtschaft, brach, da eine Nutzung nicht mehr rentabel schien. Diese Flächen entwickelten sich zu Magerrasen und werden noch heute mit Schafen beweidet.
In den ertragsstarken Niederungen wurde hingegen die landwirtschaftliche Nutzung intensiviert. Eindeichungen und Entwässerungen zwischen Gager und Middelhagen erfolgten. Der ursprüngliche Strandwallfächer ging bis auf kleine Reste zulasten von Saatgrasland verloren. Auf zu feuchten Flächen der Niederungen bildeten sich Brackwasser-Röhrichte.
Die Kliffs von Nord- und Südperd wurden durch Küstenschutzmaßnahmen von aktiven Prozessen der Ausgleichsküste abgeschnitten.
Mit Gründung des Biosphärenreservates Südost-Rügen wurde ein Großteil der Flächen unter Naturschutz gestellt. Kliff und die Laubwaldfläche im bisherigen NSG Zickersches Höft gehören zur Kernzone des Biosphärenreservates und sollen keiner wirtschaftlichen Nutzung mehr unterliegen, um eine ungestörte Entwicklung sicherzustellen. Die übrigen Teilbereiche des Naturschutzgebiets Mönchgut liegen in der Schutzzone II (Entwicklungs- und Pflegezone) mit dem Ziel, durch nachhaltige land-, forst- und fischereiwirtschaftliche sowie touristische Nutzung die Landschaft zu erhalten.

## Pflanzen- und Tierwelt
Bedingt durch landschaftliche Besonderheiten und die jahrhundertelange historische Nutzung konnte sich eine typische Pflanzen- und Tierwelt herausbilden. Magerrasen und wärmeliebende Waldgesellschaften mit Eiche, Hainbuche, Elsbeere und Salomonssiegel sind auf höheren Lagen anzutreffen. Über 90 Arten der Roten Liste sind im Gebiet nachgewiesen. Hervorhebenswert sind Wiesen-Schlüsselblume, Knöllchen-Steinbrech, Hahnenfuß, Steppenlieschgras, Berg-Haarstrang, Gemeiner Dost, Weißer Schwalbenwurz, Pfirsichblättrige Glockenblume, Schillergras und Augentrost.
Salzwiesen, Sümpfe und Röhrichte dominieren die tiefer gelegenen Bereiche. Typische Arten sind neben Schilf, Strand-Dreizack, Milchkraut, Salz-Binse, Strand-Wegerich und Gelbe Spargelerbse.
Die Boddengewässer sind wichtige Laichgebiete des Herings. In den Flachwasserbereichen des Boddens wächst Laichkraut, während an den Abschnitten der Ostseeküste Seegras und Blasentang vorkommen.
Brutvögel im Gebiet sind Mäusebussard, Rohrweihe, Habicht, Turm- und Baumfalke sowie Wachtel, Bekassine, Rotschenkel und Steinschmätzer. Die Uferschwalbe brütet in 17 Kolonien im Gebiet. Zahlreiche gefährdete Tagfalterarten kommen vor, darunter Schwalbenschwanz, Trauermantel, Rostbinde, Wegerich-Scheckenfalter, Sonnenröschenbläuling und Gemeines Grünwidderchen.